# Nagyjakabfalva
Nagyjakabfalva (szlovákul Jakubov, németül Jakobsdorf) község Szlovákiában, a Pozsonyi kerületben, a Malackai járásban.

## Fekvése
Malackától 9 km-re délnyugatra fekszik.

## Története
A falu határában már a római korban és a korai szláv időkben is település állt.
A mai települést 1460-ban "Jacabfalva" néven említik először. 1553-ban a Serédy család detrekői uradalmához tartozott. 1703-ban teljesen leégett. 1720-ban malom és 22 adózó háztartás volt a faluban. 1828-ban 120 házában 868 lakos élt.
Vályi András szerint "JAKABFALVA. Jakobsdorf, Jakubov. Tót falu Posony Várm. földes Ura G. Pálfy Uraság, lakosai katolikusok, fekszik Malatzkához jó fél mértföldnyire, határja lapály, és homokos, két kerűlőre van fel osztva, terem rozsot, árpát, kendert, van réttye elég, szőleje nints, javaikat Nagy Leván adják el."
Fényes Elek szerint "Jakabfalva, (Jakubove), tót falu, Pozson vmegyében, ut. p. Malaczkától nyugotra 1 1/2 óra: 913 kath., 21 zsidó lak. Kath. paroch. templom. Sik homokos határ. Jó legelő. Itt az uraság egy, kétszáz holdnyi, mocsárt kiszárittatván, most helyette kövér rétet kaszál; valamint fiatal erdeje is; melly egy ártalmas homokos térségre ültettetett, az egész vidéknek ékességére szolgál. F. u. h. Pálffy." 
Pozsony vármegye monográfiája szerint "Jakabfalva, morvavölgyi tót kisközség, 191 házzal és 1150 róm. kath. vallású lakossal. A községnek van saját postája. Távírója és vasúti állomása Malaczka. 1553-ban Serédy Gáspárnak itt 16 portája adózik. Mint Pálffy-birtok a malaczkai uradalomhoz tartozott. Most is a Pálffy herczegi hitbizománynak van itt nagyobb birtoka. Azelőtt Jakubov tót neve is közkeletű volt. 1703–11 között és 1826-ban teljesen leégett. A lakosok róm. kath. olvasókört s gazdasági és fogyasztási szövetkezetet tartanak fönn. A katholikus templom 1644-ben épült, de toronynyal csak 1903-ban látták el s ez alkalommal kibővítették. Ide tartozik Homokház major és Major puszta."
A trianoni békeszerződésig Pozsony vármegye Malackai járásához tartozott.

## Népessége
| Év:            | 1994. | 2004.   | 2014.    | 2024.    |
| -------------- | ----- | ------- | -------- | -------- |
| Emberek száma: | 1290  | 1376    | 1592     | 1815     |
| Eltérés:       |       | +6,66 % | +15,69 % | +14,00 % |

| Év:            | 2023. | 2024.   |
| -------------- | ----- | ------- |
| Emberek száma: | 1799  | 1815    |
| Eltérés:       |       | +0,88 % |

1910-ben 1165, túlnyomóan szlovák lakosa volt.
2011-ben 1477 lakosából 1433 szlovák.

## Nevezetességei
- Szent Fülöp és Jakab apostolok tiszteletére szentelt római katolikus temploma 1641-ben épült reneszánsz stílusban. 1769-ben és 1903-ban újjáépítették.

## Külső hivatkozások
- Nagyjakabfalva hivatalos oldala
- A község a Malackai járás honlapján
- Községinfó
- Nagyjakabfalva Szlovákia térképén
- Travelatlas.sk
- E-obce.sk Archiválva 2008. január 29-i dátummal a Wayback Machine-ben